# NGC 1343
NGC 1343 è una piccola galassia a spirale intermedia situata nella costellazione di Cassiopea, a una distanza di circa 102 milioni di anni luce dalla nostra Via Lattea.

## Scoperta
La galassia è stata scoperta l'11 ottobre 1787 dall'astronomo britannico di origine tedesca William Herschel.

## Descrizione
NGC 1343 ha una classe di luminosità II e presenta una larga riga a 21 cm dell'idrogeno neutro.
Data la sua luminosità superficiale pari a 14,25, NGC 1343 può essere classificata come una galassia a bassa luminosità superficiale (nella letteratura in lingua inglese abbreviata in LSB, acronimo di Low Surface Brightness). Le galassie LSB sono galassie di tipo diffuso (D) con una luminosità superficiale inferiore di almeno una magnitudine a quella del cielo notturno circostante.

## Disco di formazione stellare attorno al nucleo
Le osservazioni condotte con il Telescopio spaziale Hubble hanno permesso di rilevare attorno al nucleo di NGC 1343 la presenza di un disco dove è attiva la formazione stellare. La dimensione dell'asse maggiore è stimata in 1970 pc, pari a circa 6425 anni luce.

## Supernova
Il 1º luglio 2008, all'interno di NGC 1343 è stata scoperta la supernova SN 2008dv dall'astronomo giapponese Koichi Itagaki. La supernova è stata classificata di tipo Ic.